# Pronome pessoal
Pronomes pessoais são pronomes que são associados primariamente a uma pessoa gramatical em particular - primeira pessoa (como eu), segunda pessoa (como tu) ou terceira pessoa (como ele, ela, eles). Os pronomes pessoais podem também assumir diferentes formas, dependendo de número gramatical (geralmente singular ou plural), gênero gramatical, caso gramatical e formalidade. O termo "pessoal" é usado aqui apenas para significar o sentido gramatical; Pronomes pessoais não se limitam a pessoas e também podem se referir a animais e objetos (como em inglês o pronome pessoal it geralmente faz).
A reutilização em algumas línguas de um pronome pessoal para indicar um segundo pronome pessoal com formalidade ou distância social - comumente uma segunda pessoa plural para significar segunda pessoa singular formal - é conhecida como distinção t-v, dos pronomes de latim tu e vos. Exemplos são o plural majestático em língua inglesa e o uso de vous em vez de tu em francês, e o voseo, em espanhol.

## Tipos e formas de pronomes pessoais

### Pessoas e números

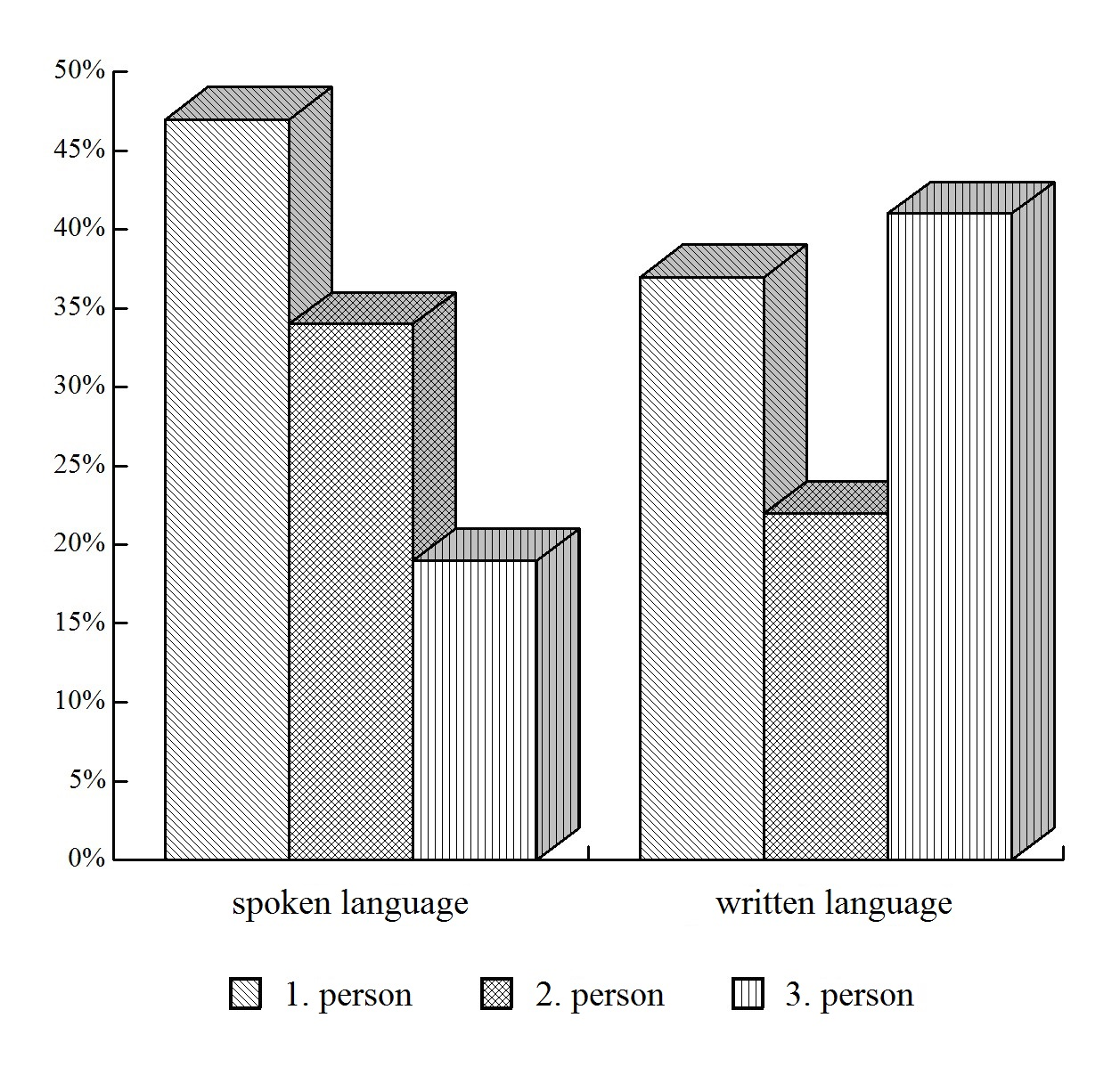
Gráfico de barras – distribuição de frequências: pronomes pessoais em servo-croata

As línguas geralmente têm pronomes pessoais para cada uma das três pessoas gramaticais:
- Os pronomes de primeira pessoa referem-se normalmente ao orador, no caso do singular (como o português eu), ou ao orador e outros, no caso do plural (como o português nós).
- Pronomes de segunda pessoa normalmente se referem à pessoa ou pessoas a quem está sendo direcionado o discurso (como o português tu). No plural, podem também referir-se à pessoa ou pessoas que se dirigem em conjunto com terceiros.
- Os pronomes de terceira pessoa referem-se normalmente a terceiros que não sejam o orador ou a pessoa a quem se dirige (como ele, ela, ele, eles, elas).

Dentro de cada pessoa há muitas vezes formas diferentes para diferentes números gramaticais, especialmente singular e plural. As línguas que têm outros números, tais como dual (por exemplo na língua eslovena), podem também ter pronomes distintos para estes.
Algumas línguas distinguem entre os pronomes de plural da primeira pessoa, inclusivos e exclusivos, aqueles que fazem e não incluem seu público. Por exemplo, a língua tok pisin tem sete pronomes de primeira pessoa de acordo com o número (singular, dual, julgamento, plural) e clusividade, como mitripela (eles dois e eu) e yumitripela (vocês dois e eu).
Algumas línguas não têm pronomes pessoais de terceira pessoa, usando demonstrativos (por exemplo, macedônio) ou frases nominais completas. O latim usa demonstrativos em vez de pronomes de terceira pessoa - na verdade, os pronomes de terceira pessoa nas línguas românicas são descendentes dos demonstrativos latinos.
Em alguns casos, os pronomes pessoais podem ser usados no lugar do pronome indefinido, referindo-se a alguém não especificado ou a pessoas em geral. Em inglês e em outras línguas, o pronome da segunda pessoa pode ser usado desta maneira: em vez do formal "deve-se manter o remo em ambas as mãos" (usando o pronome indefinido um), é mais comum que se diga "você deve segurar o seu remo em ambas as mãos".

### Gênero
Os pronomes pessoais, particularmente os da terceira pessoa, podem diferir dependendo do gênero gramatical ou gênero natural de seu antecedente ou referente. Isso ocorre em inglês com os pronomes de terceira pessoa do singular, onde (simplesmente colocado) he é usado quando se refere a um macho, she a uma fêmea, e it a algo inanimado ou um animal de sexo não específico. Este é um exemplo de seleção de pronome baseado em gênero natural; muitas línguas também têm seleção baseada no gênero gramatical (como no francês, onde os pronomes "il" e "elle" são usados com antecedentes masculinos e femininos respectivamente, assim como os plurais Ils e elles). Às vezes o gênero natural e o gênero gramatical não coincidem, como com o substantivo alemão Mädchen ("menina"), que é gramaticalmente neutro mas naturalmente feminino. Isso ocorre pois a palavra Mädchen deriva da palavra Magd ("donzela"), onde é adicionado um trema, (se transformando em Mäd, sem o "g") e o sufixo -chen , que indica o diminutivo. Uma palavra diminutiva sempre será do gênero neutro em alemão.
Portanto, a palavra Mädchen é gramaticamente neutra, embora seja naturalmente feminina (pois se refere a uma coisa feminina).
Podem surgir problemas quando o referente é alguém de sexo não especificado ou desconhecido. Em uma língua como o inglês, é depreciativo usar o pronome inanimado it para se referir a uma pessoa (exceto em alguns casos a uma criança pequena), e embora seja tradicional usar o masculino he para se referir a uma pessoa de sexo não especificado, o movimento em direção a linguagem neutra de gênero exige que outro método seja encontrado, como dizer he ou she. Uma solução comum, particularmente em linguagem informal, é usar o singular they.
Problemas semelhantes surgem em algumas línguas quando se refere a um grupo de gênero misto; estes são tratados de acordo com as convenções da língua em questão - em francês, por exemplo, o masculino ils é usado para um grupo que contém tanto homens como mulheres ou antecedentes de ambos gênero masculino e feminino.
Um pronome ainda pode levar o gênero, mesmo que não seja inflexível; por exemplo, na sentença francesa "je suis petit" ("eu sou pequeno"), o falante é masculino e, portanto, o pronome je é masculino, enquanto que em "je suis petite" o falante é feminino e o pronome é tratado como feminino, sendo a terminação feminina -e adicionada ao adjetivo predicado.
Por outro lado, muitas línguas não distinguem o feminino e o masculino no pronome da terceira pessoa.
Algumas línguas têm ou tiveram um pronome da terceira pessoa não-gênero-específico:
- Indonésio, malaio, malgaxe, línguas filipinas, maori, rapanui, havaiano e outras línguas austronésias
- Chinês, birmanês, e outras línguas sino-tibetanas
- O vietnamita e outras línguas mom-quemeres
- Ibo, iorubá, e outras línguas volta-níger
- Suaíli, e outras línguas bantu
- Crioulo haitiano
- Turco e outras línguas turcas
- Luo e outras línguas nilo-saarianas
- Húngaro, finlandês, estônio, e outras línguas urálicas
- Hindi-urdu
- Georgiano
- Japonês
- Armênio
- Coreano
- Mapudungun
- Basco
- Persa

Algumas dessas línguas começaram a distinguir gênero no pronome da terceira pessoa devido à influência das línguas europeias. O mandarim, por exemplo, introduziu, no início do século 20 um personagem diferente para "ela" (她), que é pronunciado de forma idêntica a "ele" (他) e assim é ainda indistinguível na fala (tā).
O geunyeo coreano (그녀) é encontrado por escrito para traduzir "ela" de línguas europeias. Na língua falada ainda soa estranho e muitas vezes não natural, porque traduz literalmente a "essa fêmea".

### Formalidade
Muitas línguas têm pronomes diferentes, particularmente na segunda pessoa, dependendo do grau de formalidade ou familiaridade. É comum que diferentes pronomes sejam usados quando se fala de amigos, família, crianças e animais do que quando se fala de superiores e adultos com quem o orador é menos familiar. Exemplos dessas línguas incluem o francês, onde o singular tu é usado apenas para familiares, o plural vous sendo usado como um singular em outros casos (russo segue um padrão semelhante); Alemão, onde a terceira pessoa do plural sie (capitalizada como Sie) é usada como singular e plural na segunda pessoa em usos não familiares; E polonês, onde o substantivo pan ("cavalheiro") e seus equivalentes femininos e plurais são usados como polidos pronomes de segunda pessoa.
Algumas línguas, como japonês e coreano, têm os pronomes que refletem as categorias sociais profundamente assentadas. Nestas línguas há um pequeno conjunto de substantivos que se referem aos participantes do discurso, mas esses substantivos referenciais não costumam ser usados, com nomes próprios, deícticos e títulos sendo usados em vez disso - e uma vez que o tópico é compreendido, geralmente nenhuma referência explícita é feita em tudo. Um palestrante escolhe qual palavra usar dependendo do posto, cargo, idade, sexo, etc. do orador e do destinatário. Por exemplo, em situações formais, os adultos costumam se referir a si mesmos como watashi (私 ou わたし) ou watakushi (私 ou わたくし) ainda mais educado, enquanto os jovens podem usar o boku (僕 ou ぼく). Em situações informais, as mulheres podem usar o atashi (あたし) coloquial, e os homens podem usar o termo ore (俺 ou おれ), mais áspero.

### Caso
Os pronomes também freqüentemente assumem formas diferentes baseadas em sua função sintática, e em particular em seu caso gramatical. O inglês distingue a forma nominativa (eu, você, ele, ela, eles, elas, nós), usado principalmente como sujeito (gramática) de um verbo, a partir da forma oblíqua ("eu", "você", "ele", ela, nós, eles), usada principalmente como o objeto de um verbo ou preposição. As línguas cujos substantivos se flexionam para o caso muitas vezes flexionam seus pronomes de acordo com o mesmo sistema de casos. Por exemplo, os pronomes pessoais têm formas distintas nominativas, genitivas, dativas e acusativas (p. ex. Alemã ich, meiner, mir, mich), etc. Os pronomes costumam reter mais distinções de casos do que substantivos - isto é verdade tanto para o alemão como para o inglês, e também para as linguas românicas que, com a exceção do romeno, perderam a gramática latina.
Outros tipos sintáticos de pronomes que podem adotar formas distintas são o pronome disjuntivo, usado isoladamente e em determinadas posições distintas (como depois de uma conjunção como "e") e pronome preposicional, usado como o complemento de uma preposição.

### Formas fortes e fracas
Algumas línguas têm formas fortes e fracas de pronomes pessoais, sendo o primeiro usado em posições com estresse mais elevado (linguística). Alguns autores ainda distinguem pronomes fracos de pronomes clíticos, que são foneticamente menos independentes. Em português, os pronomes oblíquos me e mim, te e ti são exemplos de formas fracas e fortes, respectivamente.
Outros exemplos são encontrados em polonês, onde o masculino de terceira pessoa acusativo e dativo são jego e jemu (forte) e go e mu (fraco). O inglês tem formas fracas e fortes em pronunciamentos fortes e fracos para alguns pronomes, tais como "eles" (pronunciado /ðɛm/ quando strong, mas /ðəm/, /əm/ ou ainda /m/ quando fraco).

### Formas reflexivas
As línguas também podem ter pronome reflexivos (e às vezes pronome recíprocos) intimamente ligadas aos pronomes pessoais. O português tem as formas reflexivas "me", "mim", "te", "ti", "nos", "vos", "se", "si" e "consigo". Estes são utilizados principalmente para substituir a forma oblíqua quando se refere à mesma entidade que o sujeito da cláusula.
Algumas línguas, como as línguas eslavas, também têm possessivos reflexivos (que significam "meu", "o seu", etc.). Estes podem ser usados para fazer uma distinção de possessives ordinária de terceira pessoa. Por exemplo, em esloveno:
Eva je dala Maji  'svojo'  knjigo  ("Eva deu Maja [livro reflexivo]", isto é, o próprio livro de Eva)
"Eva je dala Maji" 'njeno'  knjigo  ("Eva deu Maja [não-reflexivo] livro", isto é, o livro de Maja)
O mesmo fenômeno ocorre nas línguas germânicas do norte, por exemplo língua dinamarquesa, que pode produzir as sentenças Anna gav Maria 'sin' 'bog' 'e' 'Anna gav Maria 'hendes'  bog, sendo a distinção análoga à do exemplo esloveno acima.

## Capitalização
Os pronomes pessoais não são normalmente escritos em letra maiúscula, exceto em casos particulares. Em inglês, o pronome pessoal em primeira pessoa I (eu) está sempre em maiúscula. Em português, em alguns textos cristãos, são capitalizados os pronomes que se referem a Jesus ou Deus (Ele, Tu, Vosso, etc).
Em muitas línguas europeias, os pronomes da segunda pessoa são muitas vezes capitalizados por cortesia quando se referem à pessoa que está escrevendo (como em uma carta).

## Português

### Caso Reto
Na língua portuguesa os pronomes pessoais do caso reto exercem a função de sujeito ou predicativo do sujeito. Apresentam flexão de número, género (apenas na 3.ª pessoa) e pessoa, sendo essa última a principal flexão porque marca a pessoa do discurso.
| Número   | Pessoa | Retos |
| -------- | ------ | ----- |
| Singular | 1.ª    | Eu    |
| Singular | 2.ª    | Tu    |
| Singular | 3.ª    | Ele   |
| Singular | 3.ª    | Ela   |
| Plural   | 1.ª    | Nós   |
| Plural   | 2.ª    | Vós   |
| Plural   | 3.ª    | Eles  |
| Plural   | 3.ª    | Elas  |

Os pronomes do caso reto são diferentes do pronome pessoal do caso oblíquo pelo uso. Enquanto aqueles são usados somente como sujeito, esses são usados como complemento (repare que nós, vós, eles e elas podem ser tanto do caso reto quanto do oblíquo). O fato de certas construções permitirem o pronome pessoal do caso reto após preposição muitas vezes torna seu uso confuso.
- Exemplo: Ele emprestou o livro para mim .

Nesse caso, apesar de o pronome estar após uma preposição, ele não é complemento, e sim sujeito do verbo ler. Nesse caso, deve ser usado o pronome pessoal do caso reto:
- Exemplo: Ele emprestou o livro para eu ler.

Pronome pessoal do caso reto é aquele que, na sentença, exerce a função de sujeito. Sendo um pronome ele carrega consigo as características próprias a essa classe gramatical, ou seja, é uma palavra que pode determinar a pessoa do discurso ou substituir e/ou qualificar um nome.
Frequentemente se observa a omissão do pronome reto em Língua Portuguesa. Isso se dá porque as formas verbais marcam, através de suas desinências, as pessoas do verbo indicadas pelo pronome reto (ex.: Dormi cedo ontem; Fizemos boa viagem).
É importante conhecer algumas outras particularidades dos pronomes retos, tais como:
Outra dúvida freqüente é a contração do pronome com a preposição de quando esta rege o verbo:
- Exemplo: Está na hora dela ir embora, já são oito horas.

Embora na linguagem coloquial,essa construção seja comum, a norma padrão recomenda que não haja a contração, visto que o pronome em questão é o sujeito da oração.
- Exemplo: Está na hora de ela ir embora, já são oito horas.

### Caso oblíquo
| Caso reto | Caso oblíquo  | Caso oblíquo    | Caso oblíquo    | Caso oblíquo   |
| Caso reto | Oblíquo átono | Oblíquo átono   | Oblíquo tônico  | Oblíquo tônico |
| --------- | ------------- | --------------- | --------------- | -------------- |
| eu        | me            | me              | mim             | comigo         |
| tu        | te            | te              | ti              | contigo        |
| ele       | o             | lhe             | ele             | consigo        |
| ele       | se            | se              | si              | consigo        |
| ela       | a             | lhe             | ela             | consigo        |
| ela       | se            | se              | si              | consigo        |
| nós       | nos           | nos             | nós             | conosco        |
| vós       | vos           | vos             | vós             | convosco       |
| eles      | os            | lhes            | eles            | consigo        |
| eles      | se            | se              | si              | consigo        |
| elas      | as            | lhes            | elas            | consigo        |
| elas      | se            | se              | si              | consigo        |
| Função:   | Objeto direto | Objeto indireto | Objeto indireto | Comitativo     |